# Start from the Dark
Start from the Dark – szósta z kolei, a pierwsza po reaktywacji płyta zespołu Europe.

## Lista utworów
1. "Got To Have Faith" (Joey Tempest, John Norum) – 3:10
2. "Start From The Dark" (Tempest, Norum) – 4:12
3. "Flames" (Tempest) – 3:55
4. "Hero" (Tempest) – 4:15
5. "Wake Up Call" (Tempest, Norum) – 4:14
6. "Reason" (Tempest, Mic Michaeli) – 4:37
7. "Song # 12" (Tempest, Norum) – 4:09
8. "Roll With You" (Tempest, Norum) – 4:30
9. "Sucker" (Tempest) – 3:42
10. "Spirit Of The Underdog" (Tempest) – 4:25
11. "America" (Tempest) – 3:35
12. "Settle For Love" (Tempest, Norum) – 3:49

## Twórcy
- Joey Tempest – śpiew, gitary akustyczne
- John Norum – gitary
- John Levén – gitara basowa
- Mic Michaeli – keyboardy
- Ian Haugland – perkusja

### Sesyjnie
- Marcus Michaeli – additional beats

## Single
- "Got To Have Faith"
- "Hero"